# Institut für Pharmakologie und Toxikologie der Bundeswehr
Das Institut für Pharmakologie und Toxikologie der Bundeswehr (InstPharmToxBw) in München forscht auf dem Gebiet des medizinischen C-Schutzes. Es ist in seiner Fachkompetenz weltweit anerkannt und eines von 18 anerkannten Referenzinstituten der OPCW. 

## Geschichte
Das Institut wurde im Ursprung Mitte der 1960er Jahre in einer von den US-Streitkräften aufgegebenen Kaserne in Garching-Hochbrück aufgestellt. Damals waren dort 15 Mitarbeiter beschäftigt. Das eigentliche Institut für Pharmakologie und Toxikologie der Bundeswehr wurde 1984 gegründet und hatte zu diesem Zeitpunkt bereits 28 Mitarbeiter.
Im Dezember 2001 bezog das Institut einen Neubau an seinem jetzigen Standort in der Ernst-von-Bergmann-Kaserne. Gemeinsam mit dem Institut für Radiobiologie der Bundeswehr und dem Institut für Mikrobiologie der Bundeswehr wurde das Institut im August 2002 zur selbstständigen Dienststelle des Zentralen Sanitätsdienstes der Bundeswehr und dem Sanitätsamt der Bundeswehr unterstellt. Seit 2012 sind alle drei Institute militärisch wieder der Sanitätsakademie unterstellt.
Einer breiten Öffentlichkeit bekannt wurde das Institut durch den Nachweis des bei der Vergiftung Alexei Nawalnys im August 2020 eingesetzten chemischen Kampfstoffes des Nowitschok-Gruppe.

## Auftrag
- Bereitstellung von Expertensachverstand, Spezialdiagnostik-Kapazität, Grundsätzen, Konzepten, Richtlinien und Verfahren zur Erhaltung/Wiederherstellung der Gesundheit von Exponierten gegen Chemische Kampfstoffe
- Bereitstellung mobiler Einsatzkräfte (Task Forces) bei militärischen C-Gefährdungslagen sowie zur medizinischen Verifikation von C-Kampfstoffeinsätzen
- Forschung zu Pathomechanismen, Vorbeugung, Erkennung Behandlung und Epidemiologie von Gesundheitsstörungen durch C-Kampfstoffe